# Albert Lea (Minnesota)
Pour les articles homonymes, voir Albert Lea.
La ville d’Albert Lea est le siège du comté de Freeborn, dans l’État du Minnesota, aux États-Unis. Sa population s’élevait à 18 016 habitants lors du recensement de 2010, estimée à 17 667 habitants en 2016.

## Transport
Albert Lea se trouve sur le trajet de l'Interstate et de l'Interstate 35.
Albert Lea possède un aéroport, l'aéroport municipal d'Albert Lea (code AITA : AEL).

## Personnalités liées à la ville
- Wayne Peterson (1927-2001), pianiste et compositeur, prix Pulitzer de musique en 1992, né à Albert Lea ;
- Marion Ross (1928-), actrice : naissance
- Eddie Cochran (1938-1960), chanteur de rock'n roll : naissance
- Ben Woodside (1985-), joueur de basket-ball